# 南オセチア紛争 (2008年)
2008年の南オセチア紛争（みなみオセチアふんそう、South Ossetia conflict)または南オセチア戦争（South Ossetia War）、別名ロシア・グルジア戦争（Russian-Georgian War)は、2008年8月7日から8月16日にかけて起こったジョージア（ロシア語名グルジア）とロシア連邦間の戦争。ロシア側には分離派の南オセチアやアブハジアも参戦した。21世紀最初のヨーロッパの戦争とされる。陸戦、航空戦、海戦の全てが行われた。
名称は他に、グルジア・ロシア紛争という名称もあり、別名8月戦争（August War）、5日間戦争(Five-Day War)ともいう。日本では単にグルジア戦争ともいう。

## 概要
かつての1991年から1992年にかけての南オセチア紛争は、グルジア人とオセット人（オセチア人）との間に起こったものであり、ジョージア国内の非政府支配地域である南オセチアをロシアに帰属させるかどうかが争われたものであった。この戦争後も、南オセチア内にはグルジアの支配下にある地区があり、グルジア系住民も残った。同じジョージア領内のアブハジアも似たような状況だった（アブハジア紛争 (War in Abkhazia (1992–1993)) ）。そのような背景があり、2008年の夏には関係地域でかなりの緊張が高まっていた。
2008年8月7日の午後、グルジア軍は南オセチア地区の首都ツヒンヴァリに陸軍、空軍を投入して大規模な軍事攻撃を行った。ロシアはグルジア軍の動きを受けて南オセチアに軍を差し向け、グルジア領内への爆撃を開始した。
この戦闘開始時、ロシアのメドヴェージェフ大統領は休暇中、プーチン首相は2008年北京オリンピックの開会式に出席しており不在であった。グルジア軍はこの隙を突いて攻撃したとも言われている。ともに出席していたブッシュ米大統領や五輪開催国の中国の胡錦濤国家主席と協議したロシアのプーチン首相は帰国後、厳しく米国を批判した。一方、グルジア軍は先に軍事行動を起こしたのはロシア連邦軍だと主張しているが、スイスの外交官ハイジ・タリアヴィーニを団長とする独立委員会が欧州連合からの委託を受けて行った調査では、紛争の直接の原因は8月7日から8日にかけてグルジア軍がツヒンヴァリに行った攻撃であったと認定している。
翌8月8日、ロシア海軍はグルジア沿岸を封鎖し、陸兵を展開し、パラシュート部隊も投入した。ロシア軍とそれに同調するアブハジア軍は事実上の国境であるコドリ渓谷を越えてグルジア西部に進入した（コドリ渓谷の戦い）。この後5日間は激しい戦闘が行われ、グルジア軍は南オセチア及びアブハジアから撤退した。ロシア軍は追撃の手を緩めず、これまでグルジアが支配していたポティやゴリといった都市を占領した。
当時欧州連合理事会議長国であったフランスの仲介で8月12日に休戦提案が行われ、8月15日にはグルジアがトビリシで、8月16日にはロシアがモスクワで署名に応じた。8月12日にはロシアのメドヴェージェフ大統領から、ロシア軍のグルジア領内での軍事活動に対する停止命令が出ていたが、そのときは実際の戦闘は停止していなかった。ロシア側の停戦受け入れ後、ロシア軍はグルジア領内からの撤退を開始した。ただし完全なものではなく、アブハジアや南オセチアに接するグルジア領内のポティ、セナキ (Senaki) 、ペレヴィ (Perevi) に「軍事中立地帯」と称して軍を残した。2008年8月26日、ロシアは国際的にはグルジア領とされている南オセチアとアブハジアの独立を承認した。10月8日、ロシア軍は国際合意を受けてグルジア領内から完全に撤退した。
ロシアは、この戦争前にグルジア軍が支配していた地域を含めたアブハジアと南オセチア領内に、同政府の合意の下、軍を残した。グルジアは2008年8月28日、これを「ロシア軍占領地域」と呼んでいる。この戦争後もグルジアとロシアの間では、軍事的緊張が続いている (2008-2009 Georgia–Russia crisis) 。

## 背景

1995年のコーカサス地方の民族地図: オセット人は北および南オセチア、グルジア中央部に分布している。

この紛争の背景には、昔このあたり一帯をソビエト連邦が支配していたこと、そのソ連がいくつかの自治共和国による連邦制の形を取っていたこと、その区分がこのあたりに暮らしていたグルジア人、オセット人（オセチア人）、アブハズ人（アブハジア人）の居住地域と一致していなかったことと深くかかわりがある。
このあたりは19世紀初頭から徐々にロシア帝国に併合されていき、19世紀の終わりには完全にロシアの支配下に入った。そのロシアが1917年に滅びたのを受け、グルジアは1918年に一時的にロシアからの独立を果たすものの、1922年にはロシア帝国の後を継いだソビエト連邦に再び併合された。その際に南オセチアはグルジア・ソビエト社会主義共和国内の自治州となり、北オセチアはロシア・ソビエト連邦社会主義共和国内の自治州となった。
1985年にミハイル・ゴルバチョフがソ連の指導者となって以降、ソ連からの独立を宣言する地域が続出し、南オセチア議会も1989年に独立を宣言する。グルジアはそれに異議を唱えて1991年1月に南オセチアに軍を送って戦争となった。この戦争での死者は2000人以上と見られている。戦争中は両軍によって数々の残虐行為が行われた。グルジアあるいは南オセチア内の住居を追われたオセット人は10万人に達し、一方で2万3千人のグルジア人が南オセチアに留まった。その結果、戦後の南オセチア人口は7万人に減り、グルジア人の割合は5分の1に上がった。グルジアは戦争中の1991年4月にソ連からの独立を宣言し、12月にソ連解体が決まったため正式に独立国となった。1992年に停戦が合意され、南オセチアの中心都市ツヒンヴァリの周りに「グルジア・オセチア間紛争解決合同調整委員会」 (Joint Control Commission for Georgian-Ossetian Conflict Resolution) の管理下で、ロシア、グルジア、南オセチア3者による平和維持軍が置かれ、南オセチアは事実上独立状態になった。
2003年11月、いわゆる「バラ革命」と呼ばれる政変でグルジアのシェワルナゼ大統領が失脚し、野党が政権を奪取。代わって翌年1月にアメリカ合衆国と関係の深いミヘイル・サアカシュヴィリが大統領に就くと、彼は治安と軍事を含めた国内の支配力強化に乗り出した。
一方で南オセチアでは2006年、独立に関する国民投票 (South Ossetian independence referendum) が行われ、完全独立に賛成する投票が99%に上った。同時期、南オセチアで少数民族となるグルジア人らも彼らだけの住民投票を行い、こちらはグルジアへの残留が確認された。グルジア政府はロシア政府に対し「南オセチアにエドゥアルド・ココイトゥイによる傀儡政権を立て、そこを国家として承認し、ロシア連邦保安庁とロシア陸軍を入れる行為は事実上の併合だ」と非難している。
2007年にはグルジアは国内総生産（GDP）の6%を軍事費に回している。この短期間での軍事費上昇率は世界でも稀である。
2008年5月にロシア連邦大統領となったドミートリー・メドヴェージェフは「ロシア市民が存在する限り、その生活と尊厳を守る」と宣言している。南オセチアではロシア人の人口比率が低いにもかかわらず（1989年の時点でオセット人60%、グルジア人20%、アルメニア人10%、ロシア人5%）、南オセット人の8分の7はロシアのパスポートを所有している。ロイターは「南オセット人の3分の2はロシアで収入を得ており、ロシアがなければ生活が立ち行かない。特にロシアの大ガス会社ガスプロムの新ガスパイプライン建設により、南オセチアは数百万ドルの金とエネルギー供給を受けている」と報じている。2008年の4月中旬、ロシア外務省は、ウラジーミル・プーチン首相の談話として、ロシア政府はアブハジアと南オセチアに対し、他のロシア連邦の地方区分と同様の経済、外交、行政関係を結びたいと発表した。ロシアはそれらのグルジアで分離独立運動が盛んな地域との結びつきを強めようとしたが、それらの地域はアメリカ合衆国とも繋がりが深く、アメリカはグルジア軍に対して鉄道や装備の援助を行った
。グルジアには石油やガスの備蓄が乏しかったため、この援助によってグルジアは西側諸国からの物資供給を受けるのが容易になった。アメリカにとっては、2005年に完成したアゼルバイジャンとトルコを結ぶバクー・トビリシ・ジェイハンパイプラインが、ロシアやイランを経由せずに中東の石油を得るための重要な手段であったため、その中継地であるグルジアの援助は非常に重要であった。
ロシアとの対抗上、グルジアのサアカシュヴィリ大統領はグルジアのNATO加盟を目指した。2008年4月、NATOは実施時期は未定としながらもグルジアの加盟に合意した。ロシアはそれに対して、これはNATOの東側への拡張行為であり脅威を感じている、と発表した。ロシアのプーチン首相も、NATOの拡張主義にロシアは反対する、との談話を発表した。というのも1990年、当時のアメリカ国務長官ジェイムズ・ベイカーがソ連のゴルバチョフ書記長に対して、ソ連がドイツ再統一を認めるのであれば、NATOは東側に1インチも進まない、と語っていたからである。ただしベイカーの談話は外交上あいまいな表現を含ませたものであった。
2008年5月、ロシア平和維持軍の兵力は、アブハジアで約2,000人、南オセチアで約1,000人になっていた。

## 戦争の前兆

### 軍の拡張

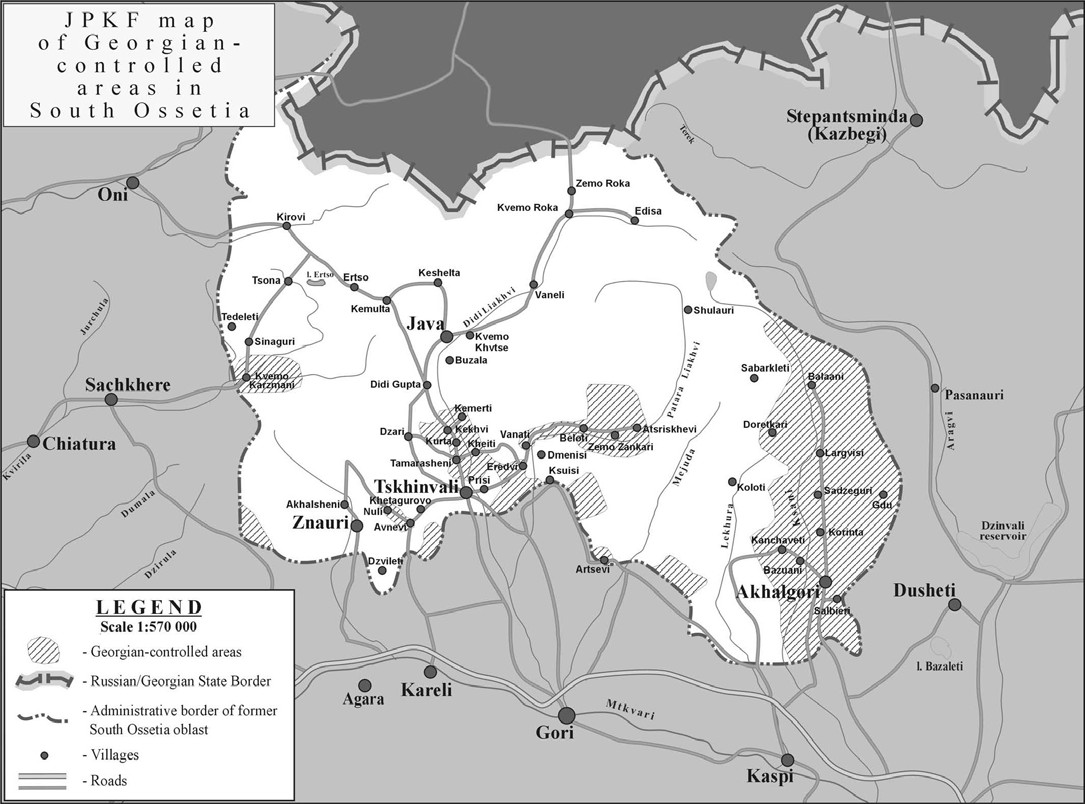
戦前の南オセチアの範囲

2008年になって以降、グルジアとロシアは互いに相手が戦争準備を進めているとの非難を始めた。2008年4月、ロシアは、グルジアがアブハジア東部のコドリ渓谷に1500名もの兵士と警官を動員し、アブハジアに侵略しようとしている、との見解を発表した。ロシアは、グルジアのそのような行為は南オセチア地域でも動乱の原因になるだろう、とも語った。それに対してグルジアの内閣報道官であるShota Utiashviliは「グルジアが軍を増強したという事実は一切無い。ロシアの声明は率直に言って間違いだ」と発表した。後のことになるが、国際連合グルジア監視団(UNOMIG)は、コドリ渓谷及びアブハジア周辺での軍備増強は、ロシア・グルジア双方ともに無かったと発表している。
同じく4月、ロシアはアブハジアの平和維持軍を、数百のパラシュート部隊を投入して2,542人にまで増強した。ただし、1994年の独立国家共同体首脳会議時の取り決めに基づいて、3千人以内には抑えている。ロシアの外交部長セルゲイ・ラブロフは「ロシアはまだ戦争準備ができていないが、攻撃されれば報復することになるだろう」との声明を発表した。EUの外交政策部長ハビエル・ソラナも「たとえ取り決めの範囲内であろうとも、我々はこの地で緊張が高まるのを望んではおらず、現時点で兵力を増やすのは賢明な判断とは言えない」との声明を発表した。
その後、グルジアはロシア軍がアブハジア上空を飛行するグルジアの無人偵察機を打ち落としたとして非難を表明した。しかしロシアはこの問題への関与を否定し、アブハズ人の反政府組織によるものだろうと答えている。グルジアの内務長官がイギリスBBCのビデオ録画に公式な立場で参加して、ロシア軍がアブハジアで公然と軍を展開したとの談話を発表した。グルジア側は「ロシア軍の動きを見れば、彼らが平和維持軍とは程遠いものだとすぐに分かる」と反論し、さらにロシアはその見解を否定した。南オセチアに軍事機を飛ばしたことに対して、双方が停戦合意違反だと批判しあった。
2008年の6月から8月初旬にかけて、両国は共に軍事演習を行っている。グルジアはアメリカと共に2008年初頭演習 (Immediate Response 2008) を行い、ロシアはコーカサス軍事演習 (Caucasus Frontier 2008) を行っている。それぞれの演習が終わった8月2日にも、ロシア軍は自国に戻らずにグルジア国境に居座り続けた。
8月5日、ロシア大使 (Ambassador at Large) のユリ・ポヴォフ(Yuri Popov)は、同地域で緊張が高まっているとの談話を発表した。
駐ロ南オセチア大使のドミトリー・メドイェーェフ (Dmitry Medoyev) はモスクワに対し、北オセチアを中心とする義勇兵が続々と南オセチアに集まりつつあると公表した。
ロシアNGOである軍事技術総合研究所 (Centre for Analysis of Strategies and Technologies) 発行の英文雑誌『モスクワ防衛の真実』 (Moscow Defense Brief) は「8月初旬、グルジア軍は秘密裏に、南オセチア紛争地帯にあるグルジア支配下の飛地に多くの軍事力を集めつつあった。グルジア軍が投入したのは第2、第3、第4歩兵旅団全部と砲兵旅団、第1旅団の一部、ゴリ戦車大隊、あわせると軽歩兵大隊9、戦車大隊5、大砲大隊8、その他特殊部隊であり、兵力1万6千名である」と報じている。

### 小規模な衝突
2008年8月初旬、南オセチア紛争地帯では小規模な砲撃や衝突が頻発し、両軍に多数の死者が出た。これに関してグルジア、南オセチアの双方が、相手側の暴力から始まったものだと主張した。
南オセチア側は1992年に設立されたグルジア・オセチア紛争解決合同調整委員会 (Joint Control Commission for Georgian-Ossetian Conflict Resolution) の分科会として、8月6日に南オセチアの首都ツヒンヴァリにて、グルジア、南オセチア、ロシア、北オセチア（ロシアの一地域）それぞれが委員を選出しての話し合いを提案した。これに対してグルジアは、グルジア以外の3地域がいずれもロシア側であることから、この提案には応じなかった。
ロシアの新聞ネザヴィシマヤ・ガゼタは目撃情報として、グルジア軍が8月6日、南オセチアの首都ツヒンヴァリに未統制ながらも激しい砲撃を開始したと伝えた。それによれば、用いられたのは迫撃砲、大砲、狙撃銃である。南オセチア軍は公式に、グルジア陸軍がツヒンヴァリ全域を攻撃する準備をしているとの推測を伝えている。ロシア紙からの特派員は、ツヒンヴァリに一晩中迫撃砲と大砲による砲撃が続けられたと報じている。

## 戦争の経緯

### 8月7日
グルジア政府の8月7日午後2時頃（以後全て現地時間、UTC+4、JST-5）の公式発表によると、「同日夜明け前、南オセチアのアブネヴィ (Avnevi) からグルジア軍陣地に向けて、オセチア軍による大砲攻撃が数時間にわたって行われた」とされる。グルジアの首相ラド・グルゲニゼは、この攻撃によってグルジアの平和維持軍兵士が2名死亡したと主張している。午後3時、欧州安全保障協力機構(OSCE)の監視員がパトロール時に、南オセチア国境沿いであるゴリ北方に、多数のグルジア軍の大砲とBM-21ロケットランチャーを目撃している。
午後7時、グルジアのサアカシュヴィリ大統領は停戦合意を一方的に宣言し、グルジア州長官のテルミ・ヤコヴァシュヴィリ (Temuri Yakobashvili) を通してロシアの平和維持軍司令官マラート・クラフメートフに伝言した。なお、ヤコヴァシュヴィリはロシア側主席交渉人のユリ・ポポフ(Yuri Popov)、およびオセチア代表にも会おうとしたが叶わなかった。グルジア軍によれば、停戦を宣言した後も紛争はますます激化したという。
一方、南オセチアは「グルジア軍やグルジア支配地域に砲撃を加えた事実はない」と反論している。またツヒンヴァリのOSCE監視グループのひとつからも「グルジア側からの砲撃前に南オセチア側から砲撃が開始された事実は無い」との報告が出ており、ドイツの週刊誌デア・シュピーゲルの報道によればNATOの公式声明でも「小規模な戦闘は別にしてグルジアを挑発するような行動はなされていない」と報告されている。ロシア及びオセチア政府は、サアカシュヴィリの停戦宣言はグルジア軍が本格的な攻撃をするための配置に付く時間稼ぎでしかないとの見解を示している。
午後11時からのニュース報道でグルジアのサアカシュヴィリ大統領は「グルジアの村が砲撃を受けているが、グルジア政府は南オセチアにおける犯罪者による統治から秩序ある政治体制へと強権を発動してでも回復する」との談話を発表した。午後11時30分、グルジア軍はツヒンヴァリへの本格的な攻撃を開始した。11時45分、OSCEの監視員は、ツヒンヴァリに15〜20秒おきに砲撃が起こっていると報告している。グルジア軍が使用したのはロケットランチャー27台で、152mm砲やクラスター爆弾も使用された。3旅団が夜通し攻撃を行った。
グルジア側は、先にロシア軍が仕掛けてきたからそれに対応したのだと主張しているが、その主張は国際的には支持されていない。グルジアの報道機関 及びロシアからの情報によると、グルジアからの攻撃よりも前、ロシアの第58軍 (58th Army) の一部がロキトンネル経由で南オセチア領に移動しているとされるが、11月6日のニューヨーク・タイムズが報じたところによるとグルジアやその同盟国は、ロシア軍がグルジア攻撃前に越境した事、オセチア内のグルジア人居留地区に対してグルジア軍が介入しなければならないほどひどい状況に置かれていた事を示す証拠を提示していない。

### ツヒンヴァリの戦い

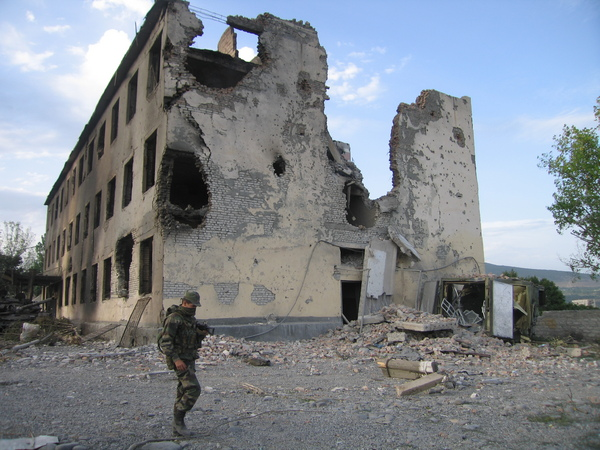
攻撃を受けたツヒンヴァリのロシアJPKF基地

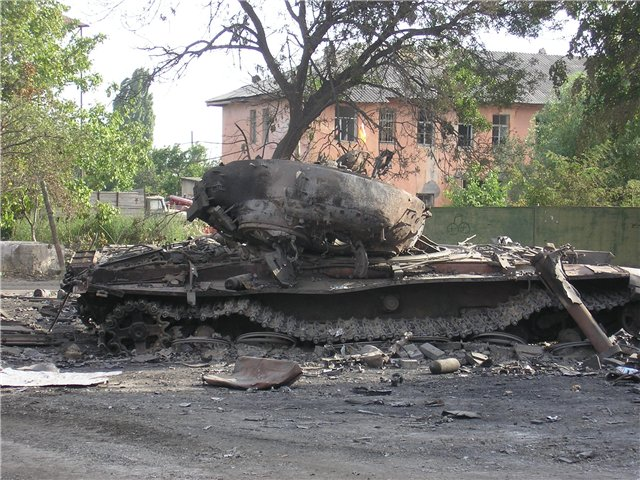
破壊されたグルジア軍のT-72戦車

8月8日の早朝、グルジア軍はツヒンヴァリに向けて、作戦名「地域一掃作戦」(Tsminda Veli, 英: Operation Clear Field) と呼ばれる軍事行動を開始した。グルジア軍はツヒンヴァリ周辺の高地にある南オセチア支配下の村をいくつか占領した。
8時、グルジア軍の歩兵および戦車がツヒンヴァリに侵入し、駐留するオセチア軍およびロシア軍と激しい戦闘になった。朝の内に、グルジアは声明を発表し、ツヒンヴァリを包囲し、南オセチアの8つの村を占拠したと伝えた。グルジアの公式発表によると、10時には1500人のグルジア陸軍がツヒンヴァリの中央部に進入した。ただし、それ以上の進軍は阻止され、3時間後にはロシア軍の大砲と空爆により退却を余儀なくされた。
一方グルジア側は、午前10時頃、ロシア軍の航空機がグルジアの領空を侵犯したと発表している。
昼の12時15分、南オセチアの合同平和維持軍(Joint Peacekeeping Forces, JPKF)のロシア人司令官マラート・クラフメートフ将軍はOSCEに対し、自分の部隊が攻撃を受けており、死傷者が出ていることを報告している。ロシア軍の公式報道によると、ツヒンヴァリに配置されたロシア平和維持軍兵士13人が死亡、35人が負傷した。南オセチアにはロケット砲を含む激しい砲撃が加えられ、ツヒンヴァリの多くが破壊された。ロシア側のメディアが報じたところによると、グルジア軍によるツヒンヴァリへの攻撃は広範囲にわたっている。ロシア軍は平和維持軍基地が攻撃され、「グルジア軍による殺戮行為」を受けた南オセチア市民を守るための行動を開始すると発表した。その発表によると、グルジア軍の砲撃によるツヒンヴァリでの死者は2,000名以上である。そのうち民間人が何人であったかは情報源により異なっているが、ツヒンヴァリにある病院の医者は、44名の死者が運び込まれたと証言している。その医者によれば、病院は18時間にもわたって火災に襲われた。ヒューマン・ライツ・ウォッチ(HRW)の報告によると、病院はBM-21ロケットランチャーによる攻撃を受けている。
BBCはグルジア軍がツヒンヴァリを攻撃するに当たって、民間人を意図的に攻撃したという確かな証拠が見つかったと報じている。ヒューマン・ライツ・ウォッチは、グルジア軍が民間人避難用の地下シェルターに対して攻撃したとの証拠をつかんだと発表している。
午前2時頃、国際報道機関はロシアの戦車がロキトンネルを通じて進んでいることを報じた。ロシアの上級報道官によると、8月8日の夜明け前、ロシア軍の初動部隊として第135連隊に対し、ロキトンネルを通ってツヒンヴァリのロシア軍を強化するよう命令が下り、実際にロキトンネルを通過した時刻は午後2時30分頃であった。ツヒンヴァリに到着したのは日没後であり、そこでグルジア軍による激しい抵抗にあったという。一方でグルジア側は、トンネル付近でロシア軍と激しい戦闘になったのは、8月8日の夜明けより大分前とのことであった。
8月8日夜の間中、ツヒンヴァリを中心とした南オセチアで激しい戦闘が行われた。南オセチアの町や村での戦闘には、地元義勇兵や志願兵も加わり、ロシア軍はグルジア本軍との戦闘に当たった。ロシア軍はグルジア軍の砲兵隊も攻撃し、ロシア空軍はグルジア軍の司令部を爆撃した。ロシアの特殊部隊が報じたところによると、グルジア軍はロキトンネルの破壊を企て、南オセチアに援軍が行くのを防ごうとした。
ロシア軍がロキトンネルを通って進軍する間にもグルジア軍としばしば遭遇した。8月9日、ツヒンヴァリでは激しい戦闘が続き、グルジア軍からも戦車部隊による激しい反撃があった。徐々に戦闘は激化し、この日の終わりには南オセチアではロシア軍はグルジア軍の2倍にまで増えた。
ロシアの英文雑誌『モスクワ防衛の真実』によると、8月10日の朝、グルジア軍はツヒンヴァリの大部分を押さえ、オセチア軍とロシア平和維持軍を北方へと追いやった。しかし、時間が経つにつれロシア軍が優勢となり、これがこの戦争の転換点になった。8月10日の夜にはツヒンヴァリからグルジア軍は一掃され、市の南方に引き下がった。要地であるプリシ高地(Prisi heights)もまたロシア軍が占拠した。グルジアの砲兵隊も大部分が敗れた。その間にオセチア軍はロシア軍の支援を受け、アケアベチ(Achabeti)、ケヒヴィ (Kekhvi) 、クルタ (Kurta) 、タマラシェニ (Tamarasheni) といった、南オセチア北部からツヒンヴァリまでの地域を占領した。グルジア軍の残存部隊もやがて沈黙した。最後に残ったツヒンヴァリ北部のツェモ＝ニコシ(Zemo-Nikosi)のグルジア軍も破られた。その後もグルジア軍は数箇所の高地からツヒンヴァリに砲撃を加えた。それも8月11日の終わりには完全に駆逐され、南オセチアからグルジア軍は撤退した。ロシア軍は翌朝には南オセチア外のグルジア領内にまで侵入した。グルジアの残存部隊は、ツヒンヴァリとグルジアの首都トビリシの間にあるゴリに集結した。
一方、グルジアの防衛長官によると、ツヒンヴァリへの侵攻は3回行われた。最後の攻撃は、グルジアの公式発表によると地獄さながらであった。結局、ツヒンヴァリの占領は3昼夜で終わり、グルジアの砲撃隊は全滅または撤退し、ツヒンヴァリ市外へと撤退した。

### ゴリへの爆撃と占領

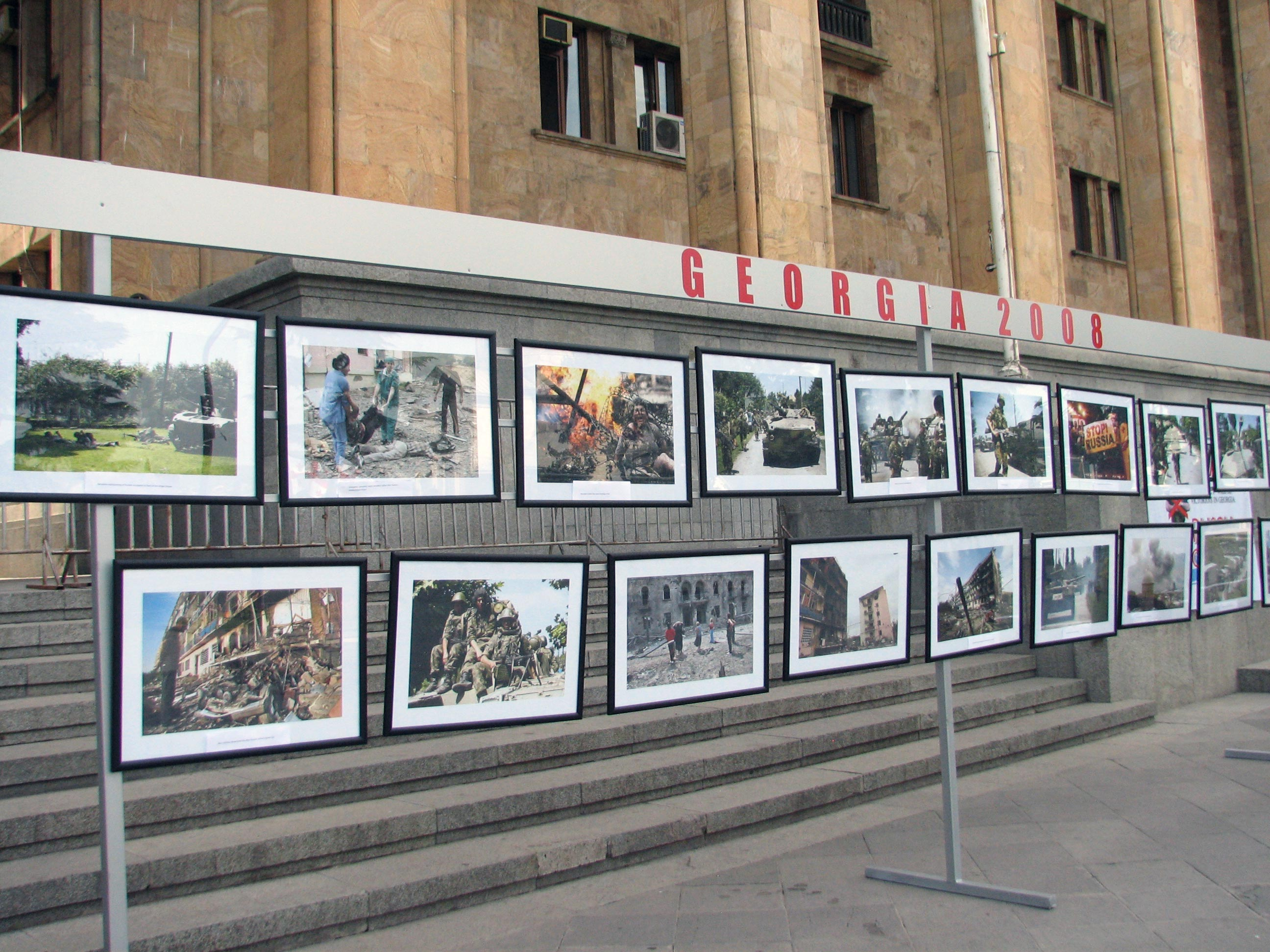
グルジア議会の周りには、ロシア軍によって破壊されたゴリの町の写真が並べられている。

時は開戦時にまで遡る。南オセチア国境に近いツヒンヴァリから25キロメートル南にあるグルジアの主要都市ゴリは、グルジア軍のツヒンヴァリ攻撃拠点であった。開戦後、ロシア空軍により数回に分けて爆撃された。
ロイターが報じたところによると、8月9日の午前6時ごろ、ロシアの戦闘機2機が、ゴリ付近のグルジア砲撃地点を爆撃した。2機目による爆撃で、オランダ人ジャーナリストが1名死亡した。空対地ミサイルはゴリの病院を破壊した。
ロシア軍によると、爆弾3発がグルジア軍の貯蔵施設及び5階建て建築物のひとつに直撃した。それにより軍貯蔵施設の爆薬に引火して大爆発が起こった。一方グルジア政府の報告によると、ゴリのアパートに直撃した爆弾により60人の民間人が死亡した。
8月10日の夜、多数の民間人がゴリ市外へと逃げ出した。翌日までに5万6千人がこの地区から離れた。8月11日の午後5時、ツヒンヴァリでの敗戦を受けて、ゴリのグルジア軍も混乱の中、撤退を始めた。イギリスの新聞タイムズが報じたところによると、ゴリに残された住民の証言として、グルジア軍の撤退は突然のように始まったと伝えている。ロシアの英文雑誌『モスクワ防衛の真実』によると、ゴリを放棄したグルジア軍は混乱の中、一路グルジアの首都トビリシに向かっていったと伝えている。イスラム系の報道局アルジャジーラの記者は、ロシア軍の猛烈な砲撃が撤退するグルジア軍の戦車に直撃したのを目撃している。
国際人権団体の ヒューマン・ライツ・ウォッチ (HRW)は、この攻撃の際、ロシア軍がグルジアの民間人居留地域にクラスター爆弾を使用し、無差別殺人を行ったと告発した。HRWによると、8月12日のゴリへのクラスター爆弾投下で、少なくとも民間人8名が死亡し、12名が負傷したとのことである。

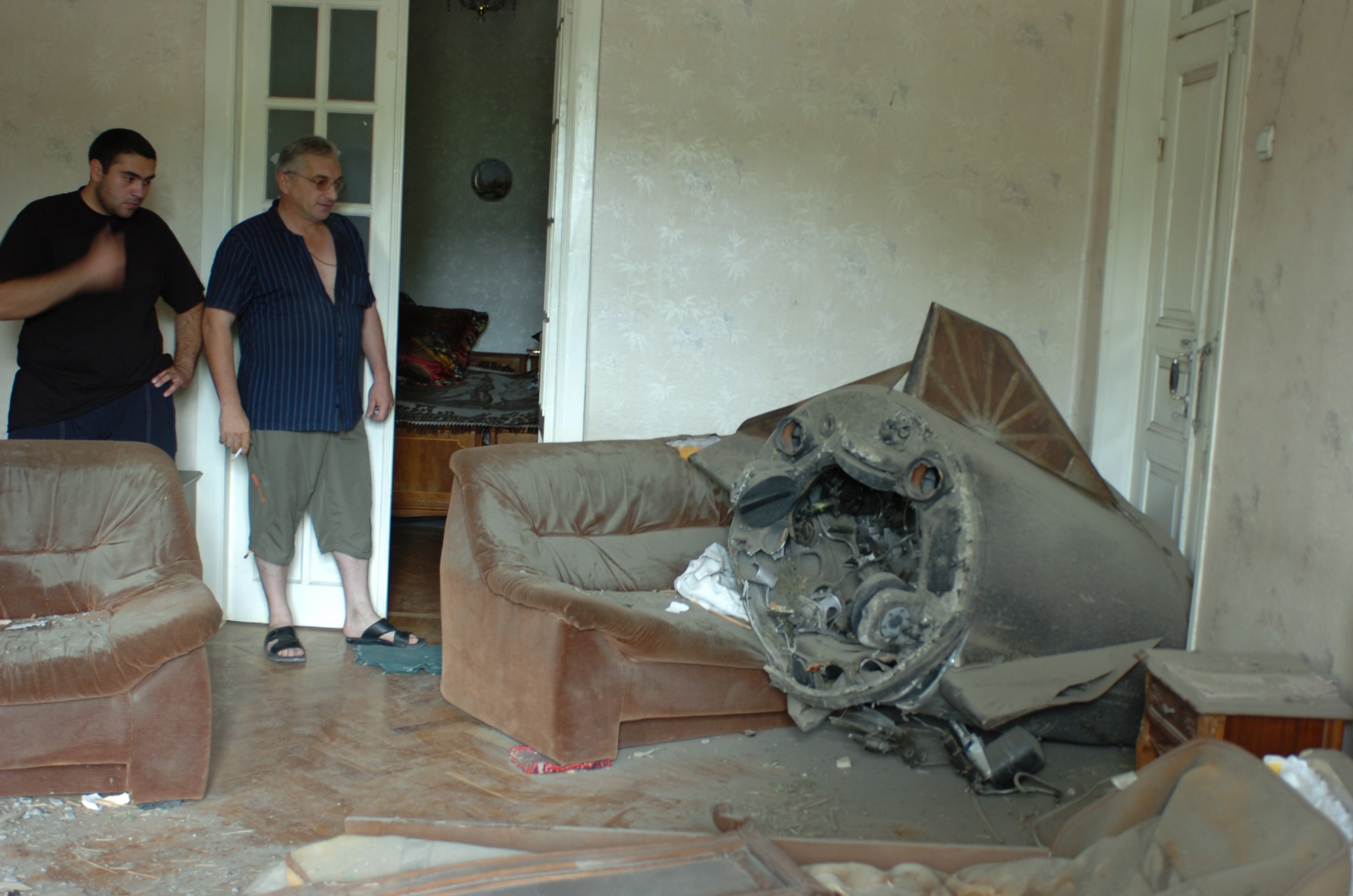
ゴリの住宅の寝室にほぼそのままの形で残ったロシア軍のミサイル。

ロシア軍はゴリに残るグルジアの残存部隊の掃討を開始した。8月13日頃、ロシア陸軍がゴリに到着した。この頃にはグルジアの残存部隊もいなくなり、完全にロシア軍により制圧された。8月14日、ロシア国防省の公式報道として、ロシア軍の司令官ヴャチェスラフ・ボリソフは、ゴリの町はグルジア警察 (Georgian Police) とロシア軍の合同部隊によって統治されたと発表した。ボリゾフは、ロシア軍を2日後に出発させるとも発表している。ロシア軍はゴリ郊外の軍貯蔵所から軍事物資と爆薬を運び出したと発表した。ロシア軍はトビリシに続く道路にも進軍したが、トビリシから1時間の位置で北方へと転進し、そこで宿営した。このときグルジア軍はトビリシまであと10キロメートルのところまでを押さえていた。
ロシア軍は、ゴリ市民のための人道援助活動の申し出を断っている。国際連合はゴリの絶望的な状況に対して最低限の食料援助を実現するよう要請している。8月15日、ロシア軍はいくらかの人道支援受け入れを認めたが、ゴリの封鎖はここが戦略拠点であることを理由に解かなかった。8月17日、ヒューマン・ライツ・ウォッチは、ゴリからきたグルジア人にインタビューし、周辺の村を調査して、南オセチア軍が民間人の車を破壊し、戦闘予定地域から民間人を強制退去させ、ロシア軍の進軍を助けた。ゴリ付近の村に残った住民の電話インタビューによると、南オセチア義勇軍による略奪や放火を目撃したが、住居を空けると義勇軍に襲撃される恐れがあるためそこを離れられなかったという。あるロシア軍の士官は、まだ戦闘中であり、ロシア軍は統制が取れているのだがオセチア人が略奪をしているのだと語っている。別のロシア士官は「我々は警察ではなくあくまでも軍なので、警察活動をしないのだ」とも語っている。ロシアの人権団体メモリアル (Memorial (society)) は、南オセチア義勇軍の攻撃はほとんど虐殺行為のようなものだと解説している。ロシア軍の占領は8月22日まで続いた

### アブハジア方面
8月8日同日、黒海艦隊旗艦のミサイル巡洋艦「モスクワ」、カシン型駆逐艦「スメトリーヴイ」、揚陸艦、コルベット等がアブハジア沖へ派遣された。ロシア艦隊は、アブハジア沿岸のパトロール、スフミへの兵員・武器等の輸送活動に従事した。
8月10日、兵員を乗せてノヴォロシースクからスフミへ向かう揚陸艦2隻、コルベット2隻(対潜コルベットとミサイルコルベット)から成るロシア艦隊は、スフミへ入港する直前、グルジア海軍戦闘艇5隻の襲撃を受けたが、ナヌチュカIII型ミサイルコルベット「ミラーシュ」の反撃により、グルジア哨戒艇「ゲオルギー・トレリ」を撃沈、もう1隻の哨戒艇を破壊し、グルジア海軍部隊はポティへ逃走した。これは1945年以降、ロシア海軍が海戦を行った初の事例である(アブハジア沖海戦)。
8月9日、ノヴォロシースク第7親衛空挺師団、プスコフ第76親衛空挺師団、第20親衛自動車化狙撃師団、黒海艦隊隷下の2個海軍歩兵大隊からなる9,000人をアブハジアの主戦線外に配置した。その助力もあり、アブハジア軍はコドリ渓谷からグルジア軍を追い出すのに成功した。
8月10日、アブハジアは全軍を投入して、コドリ渓谷に残っていた1,000人のグルジア軍を駆逐するのに成功したと発表した。
翌8月11日、ロシア軍はアブハジアに落下傘部隊を送り、グルジア支配地域の軍事施設を破壊して、グルジア軍のこの地域からの南オセチア方面への支援を防いだ。ロシア軍はほとんど抵抗を受けることなくセナキ (Senaki) 付近のグルジア軍基地を11日中に破壊した。ロシア軍機もセナキ基地のグルジア軍ヘリコプターを破壊している。ロシア軍はグルジア支配地域のポティの港湾施設も占領した。8月12日、アブハジアはグルジアに反抗してのコドリ・ゴーグ地域の軍事行動 (Battle of the Kodori Valley) を開始したと発表した。同日グルジア軍は、この撤退はあくまでもグルジア側に積極的な攻撃の意思が無いことを示すためであったと発表している。グルジア軍とアブハジア軍の戦闘は8月13日の終わりまで続き、コドリ渓谷のグルジア軍はそこに住む1500人のグルジア系住民と共に撤退した。

### ポティの占領
8月12日、ロシア海軍特殊部隊(スペツナズ)を乗せた揚陸艦2隻はポティ港内へ進入、停泊していたグルジア海軍のミサイル艇「ディオスクリア」「トビリシ」、その他の哨戒艇を爆破し、グルジア海軍は壊滅した。
8月14日、ロシア軍はポティに入り、軍事設備を破壊した。さらにポティとグルジアの首都トビリシを結ぶ高速道路も支配した。4日後、ロシア軍はポティに近づいたグルジア軍22名を捕虜とした。この捕虜はロシア軍が占領したセナキ (Senaki) のグルジア軍基地に連れて行かれた。ロシアの英文雑誌『モスクワ防衛の真実』によると、8月13日から15日にかけてロシアのパラシュート部隊がポティに次々と降り立ち、軍事物資を外部に運び出している。

### 6項目和平案

この地方の事実上の独立地域であるアブハジア、南オセチア、 ナゴルノ・カラバフ

アブハジアのロシア軍基地

ツヒンヴァリがロシア軍に奪還された8月10日、国外の大方の見方 (International reaction to the 2008 South Ossetia War) では戦闘は終結すると思われていた。欧州連合とアメリカ合衆国は、停戦の調停に乗り出そうとした。ところがロシアは、先にグルジアが南オセチアから完全撤退して今後南オセチアとアブハジアに武力を用いないことを宣誓しなければ和平交渉に応じないとした。
ゴリの町で戦闘が行われていた8月12日、ロシアの大統領メドヴェージェフは、グルジアでの軍事行動を終結するよう命令を出したとの談話を発表した。メドヴェージェフは「作戦は成功裏に終結し、平和維持軍と民間人の立場も回復した。侵略者は多大の損害を受けて消えうせた」と語っている。同じ8月12日の遅く、メドヴェージェフは欧州連合の理事会議長、フランス大統領のサルコジと面談し、サルコジの提案した6項目からなる和平案に同意した。その日の夜遅く、グルジア大統領のサアカシュヴィリも同意した。サルコジの最初の計画では、和平案は4項目だったが、ロシアが残り2項目を追加した。グルジアは追加の2項を付帯事項にするよう要望したが、ロシアが拒絶したため、サルコジがグルジアを説得して同意に漕ぎ着けた。8月14日、南オセチアの大統領エドゥアルド・ココイトゥイとアブハジアの大統領セルゲイ・バガプシュも和平案にサインした。

1. 武力行使を用いない。 (No recourse to the use of force.)
2. 敵対行為の完全停止。（Definitive cessation of hostilities.）
3. 人道支援の保障（Free access to humanitarian aid）
ただし「難民の帰還」（and to allow the return of refugees）については合意できなかった。
4. グルジア軍は開戦前の場所まで撤退する。（The Armed Forces of Georgia must withdraw to their permanent positions.）
5. ロシアから来た軍は開戦前の場所まで撤退する。ただし国際的な対応機構ができるまではロシア平和維持軍は引き続き残る。（The Armed Forces of the Russian Federation must withdraw to the line where they were stationed prior to the beginning of hostilities. Prior to the establishment of international mechanisms the Russian peacekeeping forces will take additional security measures.）
ただし「6ヶ月以内に」（six months）という文については合意できなかった。
6. 南オセチアとアブハジアの安定策、及び最終的な平和達成について国際的な会議を開始する。（An international debate on the future status of South Ossetia and Abkhazia and ways to ensure their lasting security will take place.）
ただし「国際連合及び欧州安全保障協力機構の決定に基づいて」（based on the decisions of the UN and the OSCE）という文については合意できなかった。

ただし停戦合意後にも戦闘は続いた。『モスクワ防衛の真実』によると、グルジア軍の武器の鹵獲及び破壊のための攻撃は続けられ、「グルジア軍の完全非武装化」の行動が続けられた。イギリスのガーディアンの記者は8月13日、ロシア軍と非正規の軍が進軍を続けている以上「停戦がなされたと言うのはおかしい」と語っている。
8月14日にはグルジアとロシアの合同警察によるゴリの治安維持も破綻した。ロイターが伝えた8月15日の情報によると、ロシア軍は戦争中とほぼ同じトビリシから55キロメートルの地点まで迫っている。ロシア軍は重要な道路交差点であるイゴエチ(Igoeti)北緯41度59分22秒 東経44度25分04秒 / 北緯41.98944度 東経44.41778度まで進軍した。同日、アメリカの国務長官ライスはトビリシに向かい、グルジア大統領サアカシュヴィリはその目の前で6項目の合意にサインした。
ロシアとグルジアは8月19日に捕虜の交換を行った。グルジアによると、ロシアの軍人5人と、民間人2人を含むグルジア人15人が交換された。

## 停戦後
- 2008年8月17日 インテルファクス通信によると、グルジアのイングリ水力発電所をロシア平和維持軍が掌握。
- 2008年8月20日 アメリカが人道支援を名目に、アメリカ海軍第6艦隊旗艦ブルー・リッジ級揚陸指揮艦マウント・ホイットニー、同艦隊所属アーレイ・バーク級ミサイル駆逐艦（イージス艦）マクファール、アメリカ沿岸警備隊所属ハミルトン級巡視船ダラスの3隻を黒海に派遣することを決定。
- 2008年8月21日から22日にかけて アメリカ、ドイツ、ポーランド、スペインの各国海軍の艦艇がボスポラス海峡を通峡し黒海に入った。それぞれO.H.ペリー級テイラー、ブレーメン級フリゲートリューベック、アルバロ・デ・バサン級フリゲート（イージス艦）アルミランテ・ファン・デ・ボルボーン、O.H.ペリー級ゲネラウ・カジミェシュ・プワスキであり、黒海での演習を行いブルガリアやルーマニアの港湾に寄航する予定である。NATOは、これら艦艇の派遣は2007年10月時点で計画されていたものであり、今回の紛争とは関係無いとしているが、ロシア側は「情勢安定化につながるとは思えない」と懸念を示している 。
- 2008年8月22日 ロシアが南オセチアとアブハジア以外のグルジア領内からの軍の撤退を完了したと発表。ただし、アメリカ、フランス、グルジアなどはまだロシア軍がグルジア領内に残っていると反論。

### ロシアによる南オセチアとアブハジアの独立承認
- 2008年8月25日 ロシア上院が全会一致で南オセチアとアブハジアの独立を承認するようメドヴェージェフ大統領に求める決議。
- 2008年8月26日 メドベージェフ大統領が南オセチアとアブハジアの独立を承認。ロシアにグルジアの領土保全の意思がないことが明らかに。この一方的な独立に対する西側諸国の批判に対してメドベージェフ大統領は「欧米諸国はコソボ(の独立)は特殊な例だと説明してきたが、南オセチアやアブハジアも同様だ。我々は欧米がコソボ独立を承認したのと同様に行動したまでだ」と述べた[199]。
- 2008年8月27日 ロシア海軍黒海艦隊のスラヴァ級ミサイル巡洋艦モスクワおよび1241型大型ミサイル艇R-334イヴァーノヴェツとR-109は、アブハジア共和国首都スフミへ入港した。同日、ノヴォロシースク海軍基地司令官セルゲイ・メニャイロ中将は、スフミで記者団に対し「ロシア海軍は、黒海東部海域において、これ以上艦艇を増大しない」と伝えた。
- 2008年8月28日 プーチン首相が米CNNに対し「武力衝突は大統領選で(ロシアへの強硬姿勢で知られる)共和党マケイン候補を有利にする為に、ブッシュ政権がグルジアを煽ったものだ」[注釈 2] と厳しく米国を批判した[200]。

### 国交断絶
- 2008年8月29日 グルジアがロシアと断交。
- 2008年9月3日 グルジア議会が、8月9日に宣言された「戦時状態」を解除。南オセチアやアブハジアなどの一部地域では「非常事態」を宣言[201]。
- 2008年10月22日 南オセチアの新首相に、2006年までソ連国家保安委員会（KGB）やロシア連邦保安庁（FSB）に所属していたアスランベク・ブラツェフが就任[202]。
- 2009年2月23日 ロシア政府の批判者ならびに軍事アナリストであるパーウェル・フェルゲンハウアーが、南オセチアに作られたロシア軍の基地からサアカシュヴィリ政権を倒すためにロシアがグルジアに侵攻する予定であると主張した[203]。
- 2009年5月5日 グルジアで軍によるクーデター未遂事件が発生。クーデター勢力はロシアの支援を受けていたとされる[204]。
- 2009年6月19日 グルジア軍兵士がロシアへ亡命。その兵士の話によると、グルジアはロシアとの戦争に備えているという[205]。
- 2009年6月29日 ロシア軍がグルジアに隣接する北カフカス地方で大規模軍事演習を開始。2008年の戦争はロシア軍の大規模軍事演習直後に発生した。パーウェル・フェルゲンハウアーは「ロシア軍は軍事演習を利用して新たな戦争を準備している」と述べた[206]。
- 2012年3月2日 ロシアとグルジアの断交状態が続く中、ロシア政府がグルジア側に対して外交関係の回復を提案[207]。